# Harry Fischgold
Harry Fischgold, später Henry Fisher (geboren 1903; gestorben nach 1991) war ein deutscher Mediziner.

## Leben und Tätigkeit
Nach dem Schulbesuch studierte Fischgold Medizin in Berlin. Er schloss seine Ausbildung 1928 mit der Promotion zum Dr. med. mit einer Arbeit über hämophile Bakterien ab. Von 1928 bis 1933 war Fischgold als Assistent bei der Chemischen Abteilung am Pathologischen Institut der Berliner Charité beschäftigt.
Nach der Machtergreifung der Nationalsozialisten im Frühjahr 1933 emigrierte Fischgold nach Großbritannien, wo er von 1933 bis 1935 als Forscher am University College Hospital der Stadt London arbeitete. Seit 1936 arbeitete er als Assistant Medical Officer am City Mental Hospital (später Mapperley Hospital) in Nottingham.
Von den nationalsozialistischen Polizeiorganen wurde Fischgold nach seiner Emigration als Staatsfeind eingestuft. Im Frühjahr 1940 setzte ihn das Reichssicherheitshauptamt in Berlin auf die Sonderfahndungsliste G.B., ein Verzeichnis von Personen, die im Falle einer erfolgreichen deutschen Invasion Großbritanniens durch die Sonderkommandos der SS-Einsatzgruppen mit besonderer Priorität ausfindig gemacht und verhaftet werden sollten.
Fischgold änderte seinen Namen in Henry Fisher. In den 1950er Jahren war er am Mapperley Hospital „Consultant Psychiatrist and Deputy Physician Superintendent“ und ab 1966 Chairman des Hospital Management Committees.
Er war Fellow der Royal Society of Medicine und des Royal College of Psychiatrists.

## Schriften (Auswahl)
- Aktive Eisenverbindungen in der Kultur hämophiler Bakterien, Dissertation, Berlin 1929.
- Mit Helmut Petow und Hans Kosterlitz: Zur Frage des aktiven Eisens II. Seine biologische Aktivität: Kann es in der Kultur hämophiler Bakterien als X-Faktor wirken? In: Zeitschrift für experimentelle Medizin, Januar 1929, Vol. 66, 491–499; doi:10.1007/BF02621974
- I. M. Kolthoff, Harry Fischgold: Säure – Basen – Indicatoren: Ihre Anwendung bei der Colorimetrischen Bestimmung der Wasserstoffionenkonzentration. Springer Verlag, Berlin Heidelberg 1932; ISBN 978-3-642-52567-4; eingeschränkte Vorschau in der Google-Buchsuche
- Mit Peter Rona, Nelly Neuenschwander-Lemmer: Dilatometrische Untersuchungen bei Fermentprozessen. II. Mitt. Studien an Di- und Trisaccharidspaltungen. In: Biochemische Zeitschrift 247, 257 (1932)
- Mit Ernst Chain: The spontaneous decomposition of lecithin and its bearing on the determination of the isoelectric point. In: Biochemical Journal 28 (6), 1. Januar 1934, S. 2044–2051 online
- Mit Joseph Weiß: Über den Mechanismus der Fluorescenzauslöschung in Lösungen. In: Zeitschrift für Physikalische Chemie 1936, S. 135–138.
- Drug Treatment of Neurosis. Blessing or Curse, in: Arzneimittelforschung, 1960.
- Problems of Open Treatment of Psychiatric Patients, in: Die Medizinische Welt 1962.
- Psychiatrie als sozialer Dienst. Community-Psychiatrie in Nottingham. Vortrag in Berlin über das weltberühmte „Nottingham-Experiment“, in: Deutsches medizinisches Journal 22 (1965), S. 709–714.